# 川崎市立宿河原小学校
川崎市立宿河原小学校（かわさきしりつしゅくがわらしょうがっこう）は、神奈川県川崎市多摩区宿河原2丁目にある公立小学校。略称は「宿小」（しゅくしょう）。

## 概要
2012年に本校の「給食の生ごみを活用したコンポストづくり」が、川崎市の第1回スマートライフスタイル賞で優秀賞に選ばれた。
1989年から、3年生の社会科の授業の一環として校庭でどんど焼きが行われていた。どんど焼きに必要な藁が入手困難になったことや周辺住民に迷惑がかかることなどから、行われたのは2018年が最後になった。

## 沿革
- 1973年（昭和48年）6月30日 - 工事着工。この日（6月30日）を開校記念日と定めた。
- 1974年（昭和49年）
  - 4月1日 - 稲田・登戸両小学校より分離・独立。
  - 4月5日 - 第1回入学式挙行。最初の新入生は202名。
  - 5月14日 - PTA設立総会開催。
- 1975年（昭和50年）
  - 2月20日 - 体育館完成。
  - 3月5日 - 開校記念式典挙行。
  - 3月30日 - 本館増築完成。
  - 5月22日 - 開校記念園完成。
- 1976年（昭和51年）7月9日 - プール完成。
- 1977年（昭和52年）3月18日 - 第1回卒業式挙行。
- 1978年（昭和53年）
  - 2月25日 - 新館完成。
  - 4月2日 - 鼓笛クラブ桜まつりパレードに初参加。
- 1983年（昭和58年）
  - 6月29日 - 創立10周年記念式典挙行。
  - 9月25日 - 週1回の米飯給食が始まる。
- 1989年（平成元年）1月14日 - どんど焼きが始まる。
- 1990年（平成2年）9月12日 - 学校週5日制に向けて試行日（休業日）遊びの広場開催。
- 1995年（平成7年）4月1日 - 学校週5日制を月2回実施。
- 2002年（平成14年）
  - 2月27日 - 青い目の人形贈呈セレモニー開催。
  - 4月1日 - 学校週5日制を完全実施。
- 2003年（平成15年）11月8日 - 創立30周年記念式典挙行。
- 2009年（平成21年）8月24日 - 普通教室冷房化事業実施。
- 2010年（平成22年）3月27日 - 地デジ対応テレビ設置。
- 2013年（平成25年）11月2日 - 創立40周年記念式典挙行。
- 2015年（平成27年）12月28日 - 校舎外壁の塗り替え工事実施。
- 2016年（平成28年）12月22日 - エレベーター設置（本館）と給食室工事実施。
- 2017年（平成29年）11月23日 - 受水槽新設工事実施。
- 2018年（平成30年）
  - 1月19日 - どんど焼きファイナル。
  - 4月1日 - 2教室増設。
- 2019年（平成31年）3月15日 - 新体育館完成。
- 2023年（令和5年）5月20日 - この日開催の運動会を「創立50周年記念運動会」として開催[7]。

## 児童数
- 2024年（令和6年）5月時点の児童数は760人である。

## 通学区域
多摩区
- 宿河原一丁目、二丁目[8]
- 長尾一丁目、二丁目[8]
- 登戸の一部[8]

## 進学先
- 川崎市立稲田中学校[9]

## アクセス
- JR南武線宿河原駅より徒歩7分[1]
- JR南武線・小田急小田原線登戸駅より徒歩8分[1]
- 学校ホームページ内「アクセス」には記載無いが、川崎市営バス「登05」系統で、「宿川原小前」バス停で下車して来る事も可能[10]。